# Prada Cup 2021
La Prada Cup 2021 è stata la prima e unica edizione della Prada Cup, la competizione velica che ha sostituito la Louis Vuitton Cup come torneo di selezione dei challenger per l'America's Cup 2021.
La competizione si è tenuta ad Auckland, in Nuova Zelanda, dal 15 gennaio 2021 al 21 febbraio 2021. Luna Rossa ha battuto in finale Ineos Team UK per 7-1.

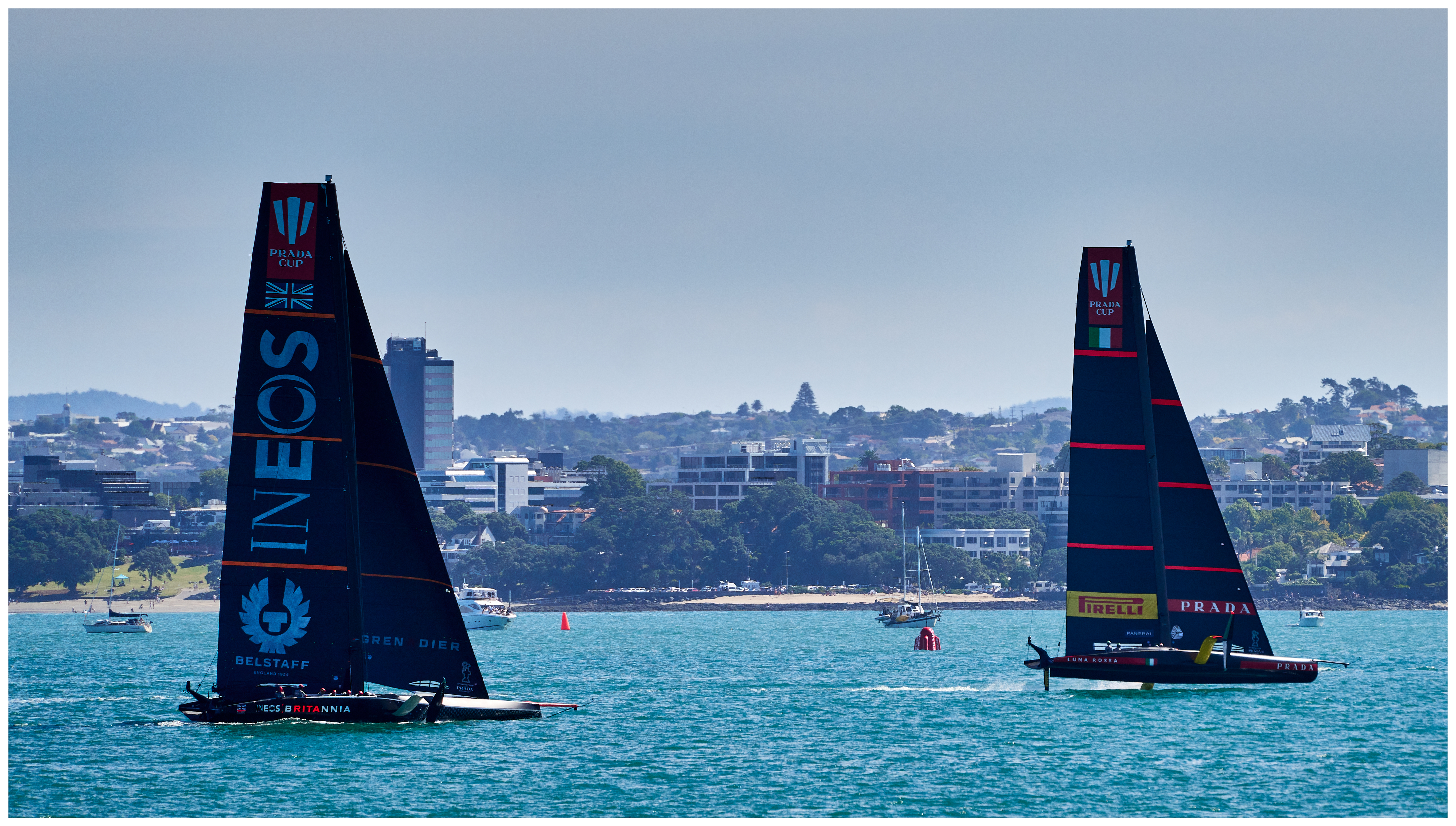
Ineos Team UK e Luna Rossa durante la prima regata delle finali

## Formula
La Prada Cup 2021 vede la partecipazione di tre squadre che si sfidano inizialmente in quattro "round-robin" (gironi all'italiana), ovvero affrontandosi l'un l'altra quattro volte, nei weekend del 15-17 gennaio e 22-24 gennaio.
La seconda e la terza classificata si sfidano quindi in una semifinale al meglio delle sette regate, dal 29 gennaio al 2 febbraio, e la vincente affronta quindi la prima classificata in una finale al meglio delle 13 regate, dal 13 al 22 febbraio.

## Squadre partecipanti
| Club           | Circolo della vela         | Nazione     | Timoniere                        |
| -------------- | -------------------------- | ----------- | -------------------------------- |
| American Magic | New York Yacht Club        | Stati Uniti | Dean Barker                      |
| Ineos Team UK  | Royal Yacht Squadron       | Regno Unito | Ben Ainslie                      |
| Luna Rossa     | Circolo della Vela Sicilia | Italia      | James Spithill e Francesco Bruni |

## Round robin

### Regate
|   | Date       | Tempo             | Entrata a sinistra       | Entrata a dritta         | Tempo          | Campo di regata | Cancelli | Partenza | Cancello 1 | Cancello 2 | Cancello 3 | Cancello 4 | Cancello 5 | Arrivo |
| - | ---------- | ----------------- | ------------------------ | ------------------------ | -------------- | --------------- | -------- | -------- | ---------- | ---------- | ---------- | ---------- | ---------- | ------ |
| 1 | 15 gennaio | a 1'20" (1,296 m) | American Magic           | Ineos Team UK            | 23'13"         | C               | 6        | -0'01"   | -0'11"     | -0'19"     | -0'47"     | -1'08"     | -1'08"     | -1'20" |
| 2 | 15 gennaio | 24'44"            | Ineos Team UK            | Luna Rossa Prada Pirelli | +0'28" (431 m) | C               | 6        | -0'03"   | -0'15"     | -0'22"     | -0'23"     | -0'23"     | -0'13"     | -0'28" |
| 3 | 16 gennaio | 38'54"            | Luna Rossa Prada Pirelli | American Magic           | DNF            | C               | 4        | -0'28"   | -7'38"     | -1'00"     | -6'03"     | /          | /          | 5'00"  |

|   | Date       | Tempo           | Entrata a sinistra       | Entrata a dritta         | Tempo             | Campo di regata | Cancelli | Partenza | Cancello 1 | Cancello 2 | Cancello 3 | Cancello 4 | Cancello 5 | Arrivo     |
| - | ---------- | --------------- | ------------------------ | ------------------------ | ----------------- | --------------- | -------- | -------- | ---------- | ---------- | ---------- | ---------- | ---------- | ---------- |
| 1 | 16 gennaio | 42'44"          | Ineos Team UK            | American Magic           | a 4'59" (2,865 m) | C               | 4        | -0'43"   | -1'49"     | -8'47"     | -8'40"     | /          | /          | -4'59"     |
| 2 | 17 gennaio | a 0'18" (228 m) | Luna Rossa Prada Pirelli | Ineos Team UK            | 27'35"            | A               | 6        | -0' 00"  | -0'10"     | -0' 07"    | -0' 00"    | -0' 26"    | -0'12"     | -0'18"     |
| 3 | 17 gennaio | DNF (scuffiata) | American Magic           | Luna Rossa Prada Pirelli | 22' 24"           | A               | 6        | -0'03"   | -0'06"     | -0'13"     | -0'27"     | -0'42"     | -1'02"     | a tavolino |

|   | Date       | Tempo           | Entrata a sinistra       | Entrata a dritta         | Tempo      | Campo di regata | Cancelli | Partenza | Cancello 1 | Cancello 2 | Cancello 3 | Cancello 4 | Cancello 5 | Arrivo  |
| - | ---------- | --------------- | ------------------------ | ------------------------ | ---------- | --------------- | -------- | -------- | ---------- | ---------- | ---------- | ---------- | ---------- | ------- |
| 1 | 23 gennaio | a tavolino      | Ineos Team UK            | American Magic           | ritiro     | C               | 6        | /        | /          | /          | /          | /          | /          | /       |
| 2 | 23 gennaio | +0' 33" (200 m) | Luna Rossa Prada Pirelli | Ineos Team UK            | 24'33"     | C               | 6        | -0' 00"  | -0' 02"    | -0' 09"    | -0' 19"    | -0' 10"    | -0' 01"    | -0' 33" |
| 3 | 24 gennaio | ritiro          | American Magic           | Luna Rossa Prada Pirelli | a tavolino | C               | 6        | /        | /          | /          | /          | /          | /          | /       |

Il quarto ed ultimo Round Robin non si è disputato poiché ininfluente per la classifica finale.

### Classifica finale
Aggiornata al 24 gennaio 2021.
| Pos. | Squadra        | V | P | T |
| ---- | -------------- | - | - | - |
| 1.   | Ineos Team UK  | 6 | 0 | 6 |
| 2.   | Luna Rossa     | 3 | 3 | 6 |
| 3.   | American Magic | 0 | 6 | 6 |

Legenda:
     Ammessa alla finale
     Ammesse alla semifinale
Note:
Il quarto round robin è stato annullato, in quanto ormai ininfluente sulla classifica finale.

## Semifinale e finale
|  | Semifinali | Semifinali     | Semifinali |               |   | Finale     | Finale | Finale |  |
|  |            |                |            |               |   |            |        |        |  |
|  | 2          | Luna Rossa     | 4          |               |   |            |        |        |  |
|  | 2          | Luna Rossa     | 4          |               |   |            |        |        |  |
|  | 3          | American Magic | 0          |               |   |            |        |        |  |
|  | 3          | American Magic | 0          |               |   | Luna Rossa | 7      |        |  |
|  |            |                |            |               |   | Luna Rossa | 7      |        |  |
|  |            |                | 1          | Ineos Team UK | 1 |            |        |        |  |

### Semifinale
|        | Date       | Tempo            | Entrata a sinistra | Entrata a dritta | Tempo            | Campo di regata | Cancelli | Partenza | Cancello 1 | Cancello 2 | Cancello 3 | Cancello 4 | Cancello 5 | Cancello 6 | Cancello 7 | Arrivo |
| ------ | ---------- | ---------------- | ------------------ | ---------------- | ---------------- | --------------- | -------- | -------- | ---------- | ---------- | ---------- | ---------- | ---------- | ---------- | ---------- | ------ |
| Gara 1 | 29 gennaio | a 2'43" (3044 m) | American Magic     | Luna Rossa       | 26'42"           | C               | 8        | -0'10"   | -0'18"     | -0'22"     | -0'33"     | -0'33"     | -0'58"     | -2'25"     | -2'33"     | -2'43" |
| Gara 2 | 29 gennaio | 26'08"           | Luna Rossa         | American Magic   | a 3'07" (3206 m) | C               | 8        | -0'07"   | -0'17"     | -0'22"     | -0'25"     | -0'37"     | -1'06"     | -1'53"     | -1'43"     | -3'07" |
| Gara 3 | 30 gennaio | 26'57"           | Luna Rossa         | American Magic   | a 0'34" (549 m)  | A               | 6        | -0'00"   | -0'13"     | -0'22"     | -0'41"     | -0'20"     | -0'41"     | /          | /          | -0'34" |
| Gara 4 | 30 gennaio | a 3'51" (3478 m) | American Magic     | Luna Rossa       | 23'30"           | A               | 6        | -0'03"   | -0'45"     | -2'01"     | -2'42"     | -2'36"     | -3'51"     | /          | /          | -3'51" |

### Finale
Le regate 5 e 6, inizialmente in programma per il 17 febbraio, sono state posticipate al 20 febbraio a causa di un lockdown di tre giorni imposto in Nuova Zelanda.
|        | Date        | Tempo             | Entrata a sinistra | Entrata a dritta | Tempo          | Campo di regata | Cancelli | Partenza | Cancello 1 | Cancello 2 | Cancello 3 | Cancello 4 | Cancello 5 | Arrivo |
| ------ | ----------- | ----------------- | ------------------ | ---------------- | -------------- | --------------- | -------- | -------- | ---------- | ---------- | ---------- | ---------- | ---------- | ------ |
| Gara 1 | 13 febbraio | a 1' 51" (1635 m) | Ineos Team UK      | Luna Rossa       | 26'27"         | A               | 6        | -0'54"   | -1'20"     | -1'36"     | -1'54"     | -1'57"     | -2'03"     | -1'51" |
| Gara 2 | 13 febbraio | 21'44"            | Luna Rossa         | Ineos Team UK    | a 0'26" (479m) | A               | 6        | -0'00"   | -0'11"     | -0'17"     | -0'19"     | -0'18"     | -0'26"     | -0'26" |
| Gara 3 | 14 febbraio | 25'41"            | Luna Rossa         | Ineos Team UK    | a 0'13" (186m) | E               | 6        | -0'06"   | -0'09"     | -0'06"     | -0'18"     | -0'11"     | -0'10"     | -0'13" |
| Gara 4 | 14 febbraio | a 0'41" (781m)    | Ineos Team UK      | Luna Rossa       | 25'01"         | E               | 6        | -0'05"   | -0'12"     | -0'10"     | -0'21"     | -0'22"     | -0'37"     | -0'41" |
| Gara 5 | 20 febbraio | a 1'20" (1150 m)  | Ineos Team UK      | Luna Rossa       | 28'19"         | E               | 6        | -0'00"   | -0'15"     | -0'20"     | -0'58"     | -1'01"     | -1'19"     | -1'20" |
| Gara 6 | 20 febbraio | a 0'14" (162 m)   | Luna Rossa         | Ineos Team UK    | 26'20"         | E               | 6        | -0'01"   | -0'08"     | -0'21"     | -0'18"     | -0'32"     | -0'09"     | -0'14" |
| Gara 7 | 21 febbraio | 31'53"            | Luna Rossa         | Ineos Team UK    | a 1'45"        | E               | 6        | -0'00"   | -0'16"     | -0'21"     | -1'07"     | -1'02"     | -1'45"     | -1'45" |
| Gara 8 | 21 febbraio | a 0'36"           | Ineos Team UK      | Luna Rossa       | 30'05"         | E               | 6        | -0'00"   | -0'12"     | -0'12"     | -0'34"     | -0'36"     | -0'53"     | -0'36" |

Dopo gara 8, come da regolamento, Luna Rossa è stata dichiarata vincitrice.